# Jeferson Caraballo
Jeferson Tony Caraballo Pinto (ur. 8 maja 2002 w Ciudad Bolívar) – wenezuelski piłkarz występujący na pozycji środkowego pomocnika, od 2024 roku zawodnik Monagas.